# Semliki-Forest-Virus
Das Semliki-Forest-Virus (SFV) ist ein bei Nagetieren vorkommendes Alphavirus aus der Familie Togaviridae, das durch Stechmücken der Gattung Culex als Vektor übertragen wird. Aus diesen wurde es 1942 in Uganda in angrenzenden Waldgebieten des Flusses Semliki erstmals isoliert.
Das Genom des SFV ist eine lineare, einzelsträngige RNA mit positiver Polarität, das zwei offene Leserahmen für die Struktur- und Nicht-Strukturproteine enthält. Am 5'-Ende der RNA befindet sich eine Cap-Struktur und am 3'-Ende ein poly-A-Schwanz. Ohne die flankierenden, terminalen Abschnitt umfasst das SFV-Genom 11.442 Nukleotide. Die zwei Hüllproteine E1 und E2 sind über transmembranäre Domänen regelmäßig mit dem ikosaedrische Kapsid verknüpft, so dass die Virushülle eine regelmäßige Struktur aufweist. Das komplette Virion des SFV ist etwa 70 nm im Durchmesser groß, das Kapsid etwa 40 nm und zeigt eine Symmetrie mit einer Triangulationszahl von T=4.

## Biologische Eigenschaften
Das SFV ist in Ost-, Zentral- und Südafrika, weniger in Indien und Südostasien verbreitet, wo es durch chronisch infizierte Stechmücken auf kleinere Nagetiere übertragen wird.
Einige Isolate des SFV können bei Nagetieren eine Enzephalitis hervorrufen, die tödlich verläuft. Eine Infektion kann auch experimentell durch Aerosole über die Nasenschleimhaut erfolgen, die natürliche Infektion erfolgt nur durch Insektenstiche.
Das SFV ruft beim Menschen keine charakteristische Erkrankung hervor. Bei überwiegend symptomlosen Verläufen kann gelegentlich ein leichtes Fieber auftreten. In nur einem Fall ist ein tödlicher Verlauf infolge einer SFV-Enzephalitis beschrieben, bei dem ein hochkonzentrierter Zellkulturüberstand durch Aerosole bei Laborexperimenten eine unnatürliche Infektion hervorrief.
Ein der Spezies SFV vorläufig zugeordneter asiatischer Subtyp ist das Me-Tri-Virus (englisch: Me Tri virus), dessen Genom nicht vollständig bekannt ist und beim Menschen möglicherweise eine fieberhafte Erkrankung hervorrufen kann.

Aufgrund seiner relativen Apathogenität wird das SFV auch zur Herstellung viraler Vektoren in der Gentechnik oder zur Gentherapie verwendet.